# Ligne d'Hazebrouck à Boeschepe
La ligne d'Hazebrouck à Boeschepe est une ancienne ligne ferroviaire française à voie unique qui reliait la gare d'Hazebrouck à la gare frontière de Godewaersvelde près de la frontière à Boeschepe, où la ligne était prolongée par la ligne belge 69 de Y Courtrai-Ouest à Abeele qui rejoignait la gare de Poperinge avant de se diriger vers celle de Courtrai. La ligne est déclassée et les installations sont déposées d'Hazebrouck à la frontière et la ligne belge de la frontière à Poperinge.
Elle constitue la ligne 299 000 du réseau ferré national.

## Historique

### Chronologie
- 19 décembre 1866, concession à la Société des chemins de fer de la Flandre-Occidentale (FO)[2].
- 10 juin 1870, la compagnie FO met en service la ligne et son prolongement belge jusqu'à Poperinge[3].
- 22 mai 1954, fermeture du service voyageurs.
- 14 janvier 1972, déclassement de Caëstre à la frontière belge (PK 6,900 à 14,746)[4]
- 16 décembre 1991, déclassement de Hazebrouck à Caëstre (PK 1,440 à 6,900)[5] :

### Histoire
La Société des chemins de fer de la Flandre-Occidentale (FO), société anonyme belge à capitaux anglais, qui a obtenu en 1845 la concession de plusieurs chemins de fer en Belgique, notamment de Courtrai à Poperinge, via Ypres, à l'intention de prolonger cette ligne vers la frontière française et Hazebrouck. La concession de la ligne sur le territoire français, de Hazebrouck à la frontière belge dans la direction de Poperinge est accordée une convention signée le 19 décembre 1866 entre le ministre des Travaux publics et la compagnie. Cette convention est approuvée à la même date par un décret impérial qui déclare la ligne d'utilité publique. N'ayant pas réalisé cette ligne dans le temps imparti dans la concession, elle demande et obtient par un décret impérial du 22 septembre 1869 un délai de quinze mois pour l'exécution des travaux sur le territoire français,.
Le raccordement au niveau de la frontière est défini par une convention internationale signée le 25 novembre 1869 entre l'Empire Français et le Royaume de Belgique. Cette convention est promulguée par un décret impérial le 12 janvier 1870.
La Compagnie FO met en service les deux lignes à voie unique : la française, de Hazebrouck à la frontière et la belge, de la frontière à Poperinge, le 10 juin 1870. Deux gares frontières, bénéficiant du même bâtiment type, sont établies : en France à Godewaersvelde et en Belgique à Abeele.
Lors de la Première Guerre mondiale (1914-1918) la ligne entre Poperinge et Hazebrouck, étant située en arrière du front et établissant un lien entre les troupes françaises et le quartier général des troupes anglaises situé à Poperinge, est utilisée intensément par des convois militaire. Afin d'augmenter sa capacité de transport, l'armée installe une deuxième voie sur l'ensemble du parcours. Après le conflit, la deuxième voie est démontée et la ligne retrouve un trafic transfrontalier mais d'intérêt local avec cinq trains quotidiens, quatre de voyageurs et un de marchandises.
À partir du 8 octobre 1950, les trains en direction de la Belgique ont Abeele comme terminus du fait de la fermeture du service voyageurs entre Poperinge et Abeele. Néanmoins des trains de voyageurs « internationaux » continuent de circuler d'Abeele à Hazebrouck jusqu'au 22 mai 1954.

## Description de la ligne

### Tracé - Parcours
La ligne prenait naissance en gare d'Hazebrouck qu'elle quittait par une courbe sur la gauche pour rejoindre la gare de Caëstre, près du passage à niveau de la route de Cassel. Elle continuait ensuite jusqu'à la gare frontière de Godewaersvelde, après le passage à niveau de la rue du Mont des Cats et atteignait sont point le plus haut avant de descendre vers la halte de Boeschepe située juste avant la frontière entre le France et la Belgique. Elle était prolongée par la ligne belge no 69 dont le premier arrêt était la gare frontière d'Abeele. Depuis la fermeture et le déclassement de la ligne sa plateforme est en partie détruite ou coupée en plusieurs points, notamment par une autoroute et une ligne ferroviaire à grande vitesse.

### Caractéristiques
Longue de 14,7 kilomètres, la ligne était à écartement standard et voie unique avec trois croisements possibles aux gares de Caëstre et Godewaersvelde, et à la halte de Boeschepe.

## Exploitation
Ligne déclassée, la voie est déposée.